# Mark Gastineau
Marcus Dell Gastineau (* 20. November 1956 in Ardmore, Oklahoma) ist ein ehemaliger US-amerikanischer American-Football-Spieler, der von 1979 bis 1988 für die New York Jets in der National Football League (NFL) spielte.
Er galt als einer der besten Spieler seiner Zeit. Durch private Exzesse geriet er aber vermehrt in die Klatschpresse und beendete seine Karriere 1990, um 1991 eine neue als Boxer zu beginnen, die bis 1996 ging. Er geriet mehrfach mit dem Gesetz in Konflikt und verbrachte schließlich elf Monate im Gefängnis Rikers Island, zu denen er wegen Körperverletzung verurteilt wurde. Nach seiner Entlassung 2001 fand er nach eigener Aussage „zu Jesus“ und predigt seitdem in religiösen Zirkeln.
Gastineau hat mit dem Model Lisa Gastineau, mit der er von 1979 bis 1996 verheiratet war, die Tochter Brittny (* 1983), und den Sohn Kilian Marcus (* 1989) mit der Schauspielerin Brigitte Nielsen, mit der er 1988 liiert war.